# ماغنوس كونو
ماغنوس كونو (بالنرويجية البوكمول: Magnus Konow)‏ هو متسابق يخت نرويجي، ولد في 1 سبتمبر 1887 في Stokke ‏ في النرويج، وتوفي في 25 أغسطس 1972 في سانريمو في إيطاليا.

## وصلات خارجية
- ماغنوس كونو على موقع أوليمبيديا (الإنجليزية)